# Сараджев Арташес Хоренович
Сараджев Арташес Хоренович (02.12.1898—10.03.1937) — партійний діяч, філософ, перший директор Інституту історії України АН УСРР (1936).

## Життєпис
Народився в місті Ахалцихе (нині місто в Грузії) в родині ремісника. У 1910—1915 роках навчався в класичній гімназії м. Ахалцихе. Із 1915 займався приватною викладацькою практикою.
1917 став членом Російської соціал-демократичної робітничої партії (більшовиків).
1919 вступив до Бакинського університету. У листопаді 1920 року заарештований. Звільнений у лютому—березні 1921.
Працював секретарем, завідувачем агітаційного відділу Ахалцихинського повітового комітету Комуністичної партії (більшовиків) Грузії. Із 1922 року — завідувач істпарту ЦК Комуністичної партії (більшовиків) Азербайджану, одночасно — директор Музею революції в Баку.
У 1926—1930 роках навчався на філософському відділенні Інституту червоної професури в Москві. Закінчивши Інститут червоної професури, працював завідувачем кафедри філософії Історико-філософського інституту імені Свердлова в Москві. Після захисту кандидатської дисертації в 1933—1934 роках займав посаду вченого секретаря Інституту філософії АН СРСР.
З утворенням в УСРР Всеукраїнської асоціації марксистсько-ленінських інститутів (ВУАМЛІН) з метою їх зміцнення з Москви в УСРР був направлений ряд учених, у тому числі О.Дзеніс, З.Ашраф'ян, Н.Войтинський. О.Дзеніс очолив ВУАМЛІН. У травні 1934 на пропозицію президента ВУАМЛІН О.Дзеніса в Україну переведений і Арташес Сараджев. Він був призначений директором Інституту філософії в Харкові. Водночас входив до складу редколегії органу ВУАМЛІН журналу «Під марксистсько-ленінським прапором» (1934—36). З реорганізацією 1936 ВУАМЛІН призначений директором Інституту історії України АН УСРР.
27 грудня 1936 заарештований як «активний учасник правотроцькістської терористичної організації». 10 березня 1937 трійка Військової колегії Верховного суду СРСР винесла Сараджеву смертний вирок з конфіскацією особистого майна. Того ж дня страчений у Москві.
28 грудня 1955 справа Сараджева була переглянута Військовою колегією Верховного суду СРСР. Вирок було скасовано і справу за відсутністю складу злочину припинено.

## Праці
- Про класові і гносеологічні корені ідеалізму: До 25-річчя «Матеріалізму і емпіріокритицизму» Леніна. «Під марксо-ленінським прапором», 1934, № 2;
- «Матеріалізм і емпіріокритицизм» та питання про збіжність теорії пізнання, логіки й діалектики: До 25-річчя «Матеріалізму і емпіріокритицизму» Леніна. Там само, 1934, № 3—4;
- Шкідництво класового ворога в галузі філософії. Там само (у співавт.);
- Про деякі питання теорії пізнання. Там само, 1935, № 2;
- Ф. Енгельс і матеріалістична діалектика як філософська наука. Там само, 1935, № 4, 6; 1936, № 4.